# Reckingen-Gluringen
Reckingen-Gluringen és un municipi del cantó suís del Valais, situat al districte de Goms. El municipi és fruit de la fusió de Reckingen i Gluringen el 2004.

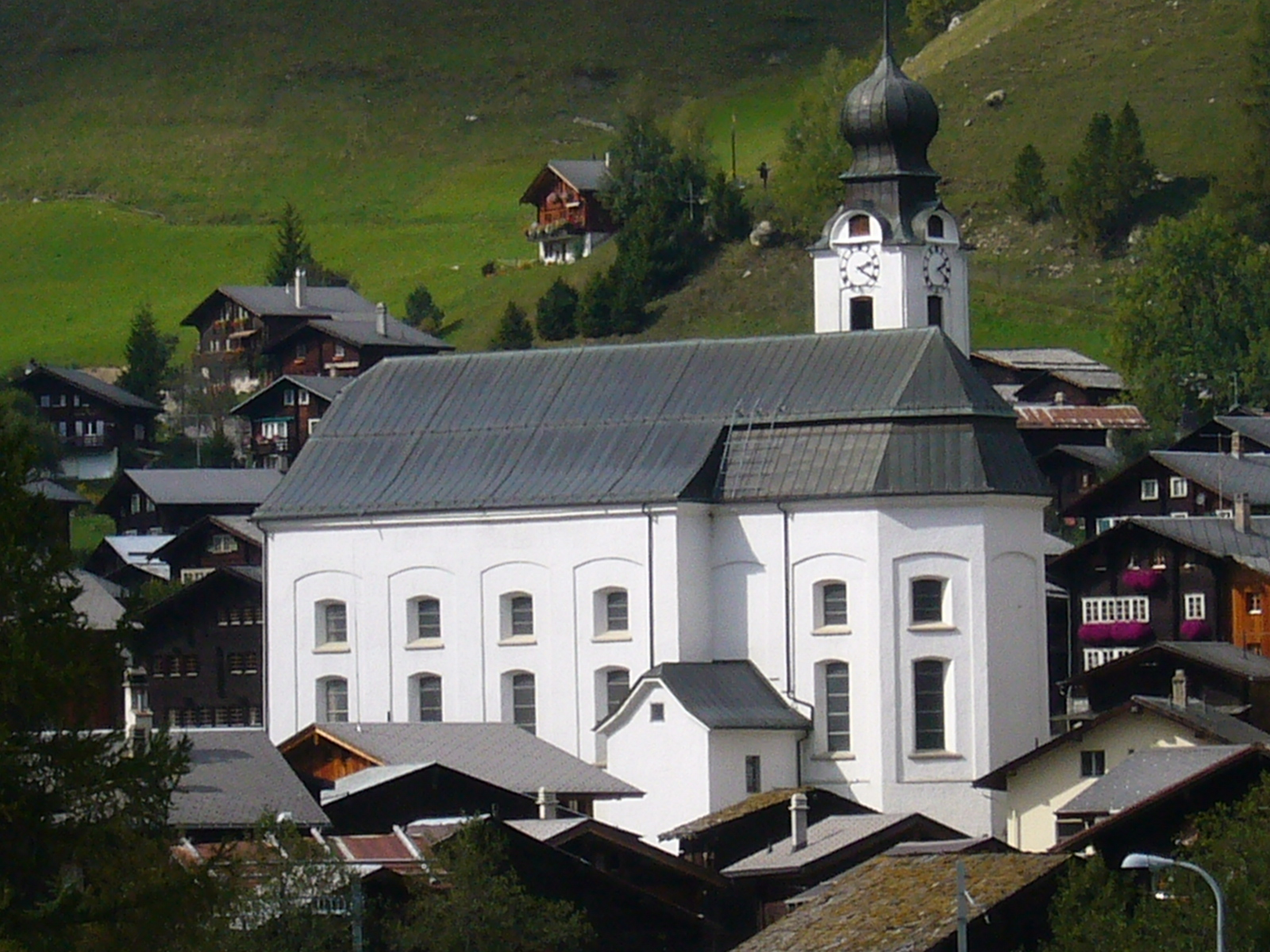
Vista del poble